# Нугаев, Раис Янфурович
Нугаев Раис Янфурович  (р. 15 мая 1931,  г. Уфа ) — инженер-механик, член-корреспондент АН РБ (1991), доктор технических наук (1989), профессор (1992), заслуженный нефтяник БАССР (1967).

## Биография
Нугаев Раис Янфурович  родился 15 мая 1931 года в г. Уфа.
В 1954 году окончил Уфимский нефтяной институт.
После окончания института работал мастером, начальником участка по добыче нефти, заведующим нефтепромыслом треста "Туймазанефть"  в г. Октябрьский, главным инженером, начальником Центральной научно-исследовательской лаборатории объединения "Башнефть" (1966–1968); директором Восточного научно-исследовательского института по технике безопасности и промсанитарии Министерства нефтяной промышленности СССР (1968–1992), Научно-исследовательского института проблем прикладной экологии нефтяного производства АН РБ и Министерства топливной промышленности РФ (1992–1994), Экологической научно-технической ассоциации АН РБ (с 1994 г.).
Область научной деятельности Нугаева - разработка технологий эксплуатации нефтяных пластов одной скважиной,  разработка методов безопасного ведения работ на объектах нефтегазодобычи, проблемы минимизации техногенных воздействий на окружающую среду.

## Труды
Нугаев Раис Янфурович  - автор 270 научных работ, включая 62 изобретения.
Безопасное ведение работ при раздельной эксплуатации пластов одной скважиной. М.: Недра, 1979 (соавтор).
Эргономика при бурении и ремонте скважин. М.: Недра, 1988 (соавтор).
Безопасная эксплуатация нефтепромысловых объектов. М.: Недра, 1990 (соавтор).
Эргономика при бурении и ремонте скважин, М. 1990г.

## Награды
Орден "Знак Почета" (1984)